# إجراء ويبل
إجراء ويبل (بالإنجليزية: Whipple procedure)‏ أو استئصال البنكرياس والاثنا عشري Pancreaticoduodenectomy، هي عملية جراحية كبرى تُجرى غالباً لاستئصال الأورام السرطانية في رأس البنكرياس، وقد تستخدم في بعض الحالات الخاصة لعلاج التهاب البنكرياس المزمن أو رضوض الاثنا عشري، بسبب التروية الدموية المشتركة لأعضاء جهاز الهضم فإن الاستئصال الجراحي لرأس البنكرياس يستلزم أيضاً استئصال الاثنا عشري والصائم والمرارة وجزء من المعدة أحياناً.

## مقدمة تشريحية
تشمل التقنية الأكثر استخداماً لاستئصال أورام رأس البنكرياس استئصال الجزء الأمامي من المعدة والقسم الأول والثاني من الاثنا عشري ورأس البنكرياس والقناة الصفراوية المشتركة والمرارة، وتستأصل كذلك بعض العقد اللمفاوية المجاورة أثناء العمل الجراحي، ولا تُستأصل جميع العقد اللمفاوية لأن الدراسات أظهرت أن المرضى لم يستفيدوا من هذا الإجراء الجراحي الواسع.
يبدأ العمل الجراحي -بعد وصول الجراحين إلى البطن- بفحص البريتوان والكبد بحثاً عن وجود نقائل ورمية، وهي خطوة بالغة الأهمية لأن وجود نقائل يعتبر مضاد استطباب لإجراء العمل الجراحي الواسع.
يتروى البنكرياس من الشريان البنكرياسي الاثنا عشري العلوي فرع الشريان الزلاقي، والشريان البنكرياسي الاثنا عشري السفلي فرع الشريان المساريقي العلوي، بالإضافة لفروع صغيرة إضافية تأتي من الشريان المعدي الأيمن فرع الشريان الزلاقي، ولذلك يجب استئصال الإثني عشري عند استئصال رأس البنكرياس لأنهما يتشاركان في نفس التروية الدموية من الشريان البنكرياسي الاثنا عشري العلوي والشريان البنكرياسي الاثنا عشري السفلي، حيث تمر هذه الشرايين عبر رأس البنكرياس وفي حال لم نستأصل الاثنا عشري خلال العمل الجراحي فستنقطع التروية الدموية عنه وتتنخر أنسجته.
تبقى التروية الدموية إلى الكبد سليمة، ولكن عند استئصال القناة الصفراوية المشتركة يتوجب على الجراح إجراء مفاغرة جراحية لتصريف الصفراء التي ينتجها الكبد إلى المعدة أو الأمعاء الدقيقة، وخلال العمل الجراحي تستأصل المرارة أيضاً بشكل منفصل عن الأعضاء الأخرى التي تستأصل ككتلة واحدة.
من البنى التشريحية الهامة في منطقة العمل الجراحي الأوعية الدموية الرئيسية التي لا تستأصل خلال الجراحة وهي: وريد الباب والوريد المساريقي العلوي والشريان المساريقي العلوي والوريد الأجوف السفلي، ومن الأهمية بمكان مراعاة هذه البنى وعدم أذيتها خلال العمل الجراحي، وإذا كان الورم يغزو 50% أو أكثر من الشريان الزلاقي أو الشريان المساريقي العلوي أو الوريد الأجوف السفلي يكون عندها غير قابل للاستئصال.

## استطبابات الجراحة
تجرى عملية ويبل غالباً كعلاج جراحي لسرطان رأس البنكرياس أو سرطان الطرق الصفراوية أو سرطان الاثنا عشري، وتشمل الاستطبابات الأخرى التهاب البنكرياس المزمن، وبعض الأورام الحميدة في البنكرياس، والسرطان المنتشر للبنكرياس، وأورام الغدد الصماء المتعددة من النوع الأول.

### سرطان البنكرياس
تعتبر عملية ويبل هي التداخل العلاجي الوحيد الممكن لعلاج الأورام الخبيثة في البنكرياس. ومع ذلك فإن غالبية المرضى الذين يعانون من سرطان البنكرياس يكون الورم عندهم قد انتقل إلى أعضاء بعيدة أو غزا الأعضاء القريبة عند وضع التشخيص، وبالتالي فإنَّ 15 – 20% فقط من المرضى يكونون مرشحين لإجراء عملية ويبل. قد تسبق الجراحة بعلاج كيميائي بهدف تقليص حجم الورم وزيادة إمكانية الاستئصال الكامل له، وقد أصبحت الوفيات بعد العمل الجراحي والمضاعفات المرتبطة به أقل شيوعاً على مدار العشرين عاماً الماضية، حيث انخفضت معدلات الوفيات بعد عملية ويبل من 30% في الثمانينيات إلى أقل من 5% عام 2000.

### سرطان الأقنية الصفراوية
يعتبر سرطان الأقنية الصفراوية غير المنتشر استطباباً لإجراء عملية ويبل، خصوصاً عندما يحدث الورم على حساب الأقنية الصفراوية القاصية، وفي بعض الحالات الخاصة قد تتطلب أورام الأقنية الصفراوية استئصال الكبد أو جزء منه في حال كان هناك ارتشاح للورم في الكبد.

### التهاب البنكرياس المزمن
يتضمن علاج التهاب البنكرياس المزمن عادةً السيطرة على الألم وعلاج قصور البنكرياس، ويعتبر الألم البطني المعند على العلاج هو الاستطباب الرئيسي للعلاج الجراحي لالتهاب البنكرياس المزمن.

### الرضوض
من غير الشائع حدوث تلف في البنكرياس والاثنا عشري نتيجة لرضوض البطن الحادة، وفي حال حدوث مثل هذه الإصابات قد يكون حزام الأمان هو السبب الرئيسي في ذلك.
تجرى عملية ويبل في حالات رضوض البطن إذا سبب الرض نزفاً لا يمكن السيطرة عليه في البنكرياس والاثنا عشري أو تمزقاً في القناة الصفراوية المشتركة أو تمزقاً هاماً في البنكرياس والاثنا عشري، وعلى كل حال لا توجد دراسات كافية تدعم هذا الإجراء بسبب ندرته.

## مضادات الاستطباب
أهم مضادات الاستطباب المطلقة لهذا الإجراء هي الأورام المنتشرة في التجويف البطني أو إلى أعضاء أخرى بعيدة كالكبد، يعمد الجراحون لاستقصاء البريتوان والكبد قبل البدء في الاستئصال لتحري وجود نقائل إليهما، وقد يقوم الجراحون بإجراء منفصل يسبق الجراحة يسمى تنظير البطن التشخيصي، والذي يتضمن إدخال كاميرا صغيرة من خلال شق صغير في جدار البطن ودراسة وضع الورم ومدى انتشاره، وهو الأمر الذي قد يجنب المريض التعرض لعمل جراحي كبير، ومن مضادات الاستطباب الأخرى ارتشاح الورم إلى الأوعية الدموية الرئيسية كالشريان الزلاقي والشريان المساريقي العلوي والوريد الأجوف السفلي.
فشلت التجارب السريرية في إظهار فوائد حقيقية لاستئصال كامل البنكرياس خلال العمل الجراحي، لأن المرضى الذين يخضعون لهذا الإجراء يميلون في أغلب الأحيان لتطوير شكل شديد من الداء السكري.

## مضاعفات ما بعد الجراحة
تشمل أكثر ثلاثة مضاعفات شيوعاً بعد عملية ويبل: تأخر إفراغ المعدة وتسرب الصفراء ضمن البطن وتسرب العصارات البنكرياسية ضمن البطن، يحدث إفراغ المعدة المتأخر بحلول نهاية الأسبوع الأول بعد العمل الجراحي في 17% من الحالات ويتطلب وضع أنبوب أنفي معدي، يجري الجراحون عادة مفاغرة جراحية لتصريف الصفراء التي تفرز من الكبد، عادة ما تصل هذه المفاغرة بين القناة الصفراوية المشتركة والصائم، وقد يحدث تسريب صفراوي من هذه المفاغرة في 1 – 2% من الحالات، يلجأ الجراحون لوضع مُفجر جراحي قرب مكان المفاغرة لكشف التسريب فور حدوثه، يحدث تسريب العصارات البنكرياسية بعد 5 – 10% من عمليات ويبل، ويكشف هذا التسريب بتحليل السائل الذي ينزحه المُفجر الجراحي حيث تكون نسبة الأميلاز فيه أعلى بثلاثة أضعاف من الحد الطبيعي.

## تاريخ
وصف هذا الإجراء لأول مرة من قِبل الجراح الإيطالي أليساندرو كوديفيلا في عام 1898. وأُجريت أول عملية استئصال لسرطان رأس البنكرياس من قبل الجراح الألماني فالتر كوش في عام 1909. وقد أطلقت تسمية ويبل بعد أن قام الجراح الأمريكي ألن ويبل بابتكار نسخة محسنة من هذه الجراحة في عام 1935 أثناء وجوده في مركز كولومبيا بريسبتيريان الطبي في نيويورك، ومنذ ذلك الوقت خضعت لتحسينات عديدة حتى أصبحت بالشكل المعروف اليوم.